# Dicranella perrottetii
Dicranella perrottetii är en bladmossart som beskrevs av Mitten 1869. Dicranella perrottetii ingår i släktet jordmossor, och familjen Dicranaceae. Inga underarter finns listade i Catalogue of Life.